# Aciuropsis pusio
Aciuropsis pusio är en tvåvingeart som beskrevs av Hardy 1974. Aciuropsis pusio ingår i släktet Aciuropsis och familjen borrflugor. Inga underarter finns listade i Catalogue of Life.